# Thành cổ Tuyên Quang

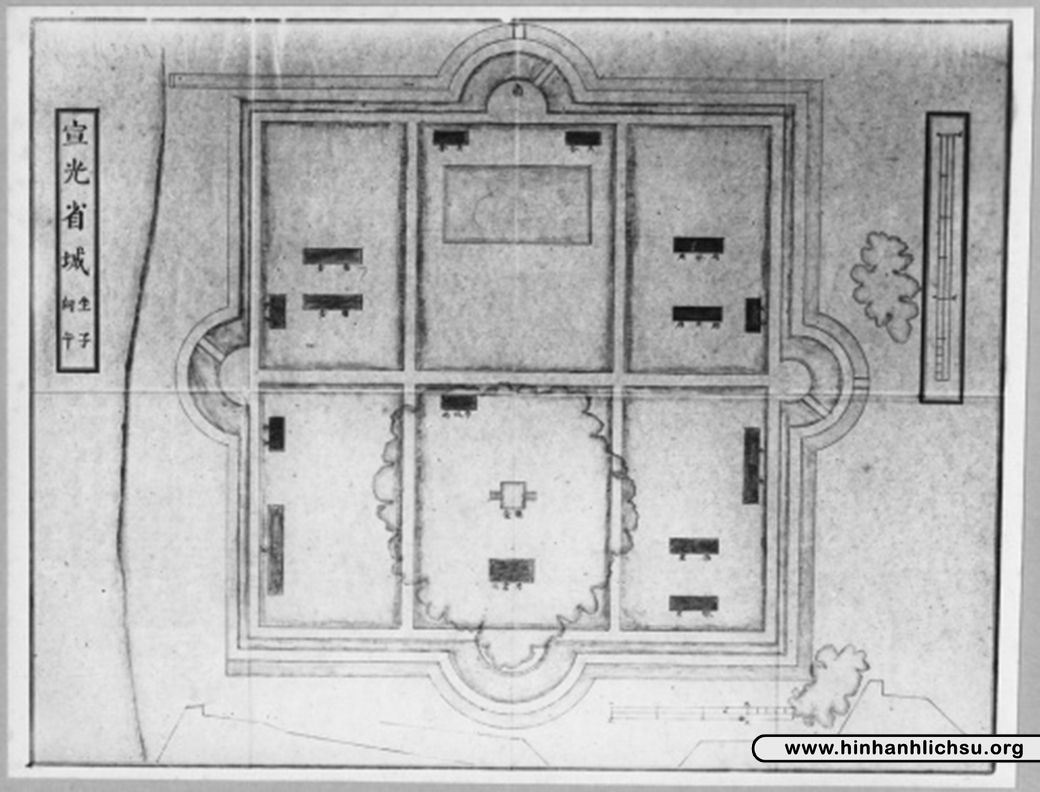
Bản vẽ thành Tuyên Quang

Thành cổ Tuyên Quang, thường bị gọi sai là thành nhà Mạc, là một di tích lịch sử văn hóa ở phường Tân Quang, thành phố Tuyên Quang, tỉnh Tuyên Quang, Việt Nam.

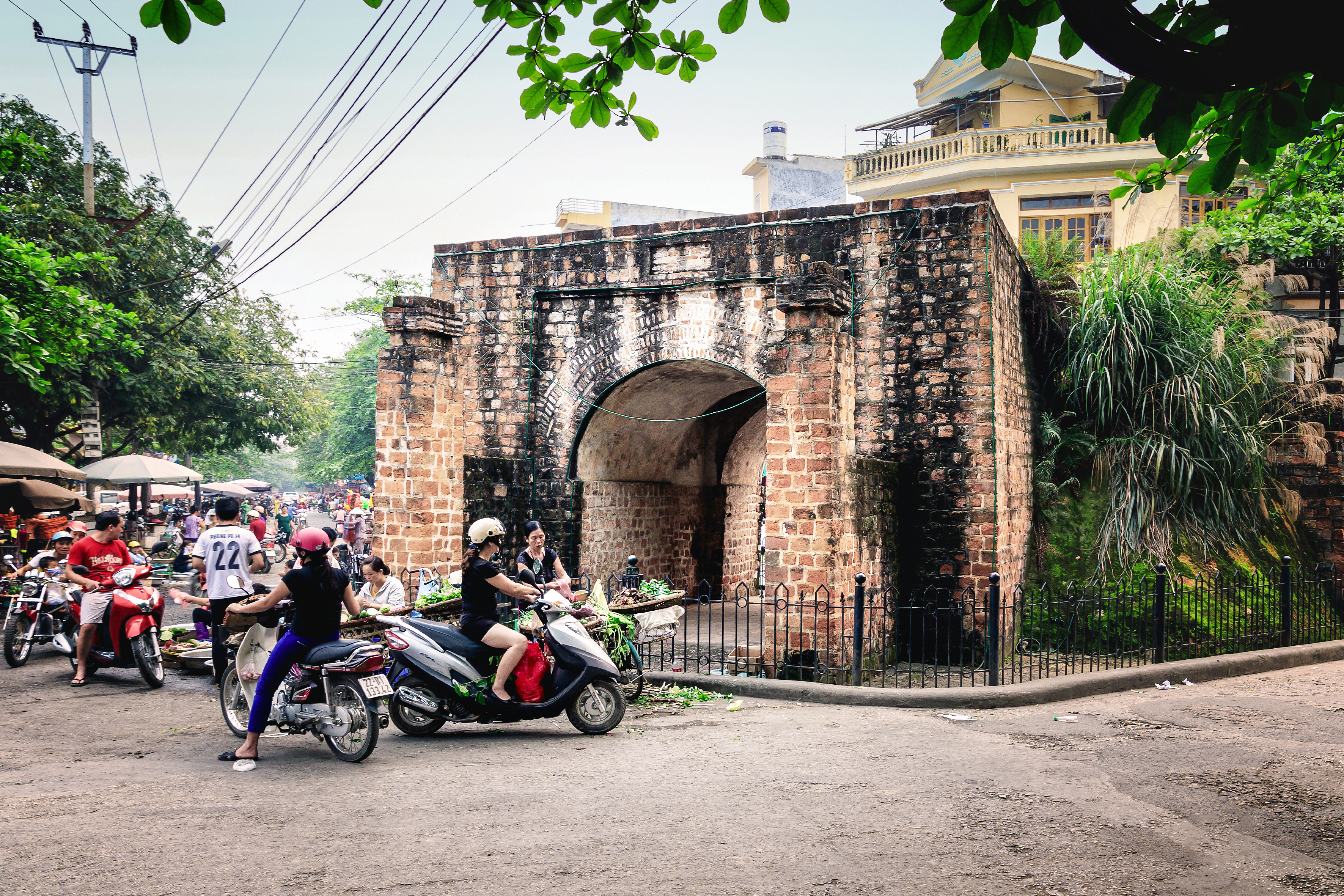
Một trong hai cổng thành Tuyên Quang còn sót lại

## Lịch sử
Thành nhà Mạc được xây dựng ở vị trí án ngữ giao thông đường thủy và đường bộ bên bờ sông Lô - Khu vực phát triển về thương nghiệp và các triều đại phong kiến. Từ thời nhà Lý đã đóng quân tại đây với tên gọi đồn Tam Kỳ (hay Tam Cờ).
Tương truyền, năm 1592, thời chiến tranh Lê-Mạc, quân Nam triều (nhà Lê trung hưng) do Trịnh Tùng chỉ huy tiến ra bắc đánh chiếm Thăng Long. Vua nhà Mạc là Mạc Mậu Hợp bị bắt và bị xử tử. Các quý tộc và quan lại rút về Cao Bằng. Để ngăn chặn quân nhà Lê, triều đình nhà Mạc đã cho xây dựng một tòa thành ở bên bờ sông Lô. Theo tương truyền, toàn bộ quá trình xây thành chỉ mất một đêm. Quân Mạc còn đắp trong thành một ngọn núi đất hơn 50m gọi là Thổ Sơn (núi Đất). Tòa thành còn là nơi giành giật giữa quân đội nhà Lê và nhà Mạc trong nhiều năm mỗi khi các vua Mạc mở cuộc tiến công từ Cao Bằng xuống Thăng Long. Nhà báo Phí Văn Chiến thì phủ nhận khả năng thành nhà Mạc được xây vào thời gian này.
Theo nhà báo Phí Văn Chiến, nhà Mạc thực tế chưa từng chiếm được vùng Tuyên Quang, khi nơi đây thuộc quyền kiểm soát của các chúa Bầu, là lực lượng cát cứ địa phương trung thành với nhà Hậu Lê. Các cuộc tấn công của nhà Mạc lên Tuyên Quang đều bị các chúa Bầu đánh bại. Không có sách sử nào ghi chép việc nhà Mạc cho đắp hay xây thành ở khu vực này. Trong thời gian này, chưa có thành mà chỉ tồn tại các chiến lũy bằng đất được đắp theo địa hình, chưa rõ có phải được đắp trong thời gian này hay không. Tuy nhiên, bài phản biện của tác giả Mạc Ninh lại cho rằng thành có thể được xây từ thời Mạc sau năm 1592 khi chúa Bầu theo Mạc chống Lê, đồng thời đưa ra quan điểm xã Thúc Thủy mới là trị sở của Tuyên Quang chứ không phải xã Đại Đồng, dù cả hai xã đều thuộc xã An Khang ngày nay.
Năm 1832, thời vua Minh Mạng, Tổng đốc Sơn Hưng Tuyên Lê Đại Cương bàn với Thự Tuần phủ Sơn Tây Nguyễn Hữu Khuê cho đắp thành dựa trên những lũy cũ, được vua đồng ý. Năm 1844, dưới thời vua Thiệu Trị, dưới sự đôn đốc của Tổng đốc Nguyễn Đăng Giai và Lãnh binh Nguyễn Trọng Thao, thành Tuyên Quang được xây xong. Chưa rõ từ khi nào mà Thành cổ Tuyên Quyền được gọi là thành nhà Mạc.
Năm 1884, thành Tuyên Quang rơi vào tay thực dân Pháp. Nơi đây trở thành chiến trường giữa quân Pháp và quân Cờ Đen. Thành cũng là trung tâm của cuộc đấu tranh chống Pháp của các dân tộc Kinh, Tày, Dao, Cao Lan. Tháng 8 năm 1945, Giải phóng quân tiến công phát xít Nhật tại thị xã Tuyên Quang, bên cạnh thành cổ. Chỉ trong vài ngày, quân Nhật phải đầu hàng, bàn giao thị xã cho quân Giải phóng. Năm 1954, thành cổ là nơi đặt Tổng trạm tù binh Pháp để trao đổi sau Hội nghị quân sự Trung Giã.
Ngày 20 tháng 3 năm 1961, lần đầu tiên kể từ khi Chính phủ nước Việt Nam Dân chủ Cộng hòa chuyển từ Thủ đô Kháng chiến (Tân Trào, Sơn Dương, Tuyên Quang) về Hà Nội, cán bộ, chiến sĩ, đồng bào các dân tộc tỉnh Tuyên Quang đã được đón Chủ tịch Hồ Chí Minh về thăm lại "quê hương cách mạng" Tuyên Quang. Chủ tịch nước đã có buổi nói chuyện với toàn thể nhân dân ở sân vận động phía bắc Thổ Sơn ngay trong thành cổ.
Năm 1991, thành Tuyên Quang hay thành nhà Mạc được Nhà nước công nhận là di tích lịch sử văn hóa.

## Kiến trúc
Thành cấu trúc theo kiểu hình vuông theo kiến trúc Vauban, mỗi bề tường dài 275m, cao 3,5m, dày 0,8m, diện tích 75.625m². Ở giữa mỗi mặt thành có một vành bán nguyệt, giữa vành bán nguyệt đó là cửa, trên cửa xây tháp, mái ngói. Trong tường có một con đường nhỏ xung quanh dùng làm đường tiếp đạn lên thành. Bao bọc tường thành là một lớp hào sâu ngập nước.
Gạch xây thành là loại có kích thước lớn hơn nhiều so với gạch chỉ hiện nay, làm bằng thứ đất có nhiều quặng sắt rất rắn (đặc trưng của kiểu gạch thời Lê). Phần gạch thời nhà Nguyễn là loại gạch nhỏ. Trong thành chếch hướng bắc là núi Thổ (Thổ Sơn - núi đất) cao 50m, dốc đứng, phải qua 193 bậc đá mới lên tới đỉnh. Tương truyền, Thổ Sơn cũng chỉ đắp trong một đêm, toàn bộ Thổ Sơn nằm gọn trong thành, phạm vi kiểm soát của cao điểm rất rộng. Cửa đông khống chế đường bộ duy nhất thời đó và sông Lô là tuyến đường thủy quan trọng khi chưa có phương tiện cơ giới trên bộ.
Trải qua nhiều biến động của lịch sử và sự phát triển của đô thị, Thành nhà Mạc đã bị xuống cấp nhiều. Do quá trình đô thị hóa, xuất hiện các tuyến đường cắt ngang khiến thành cổ bị chia cắt. Hiện nay thành chỉ còn lại một phần dấu vết khi xưa với hai cổng thành phía Tây và phía Nam đã đổ nát và một đoạn tường thành dài chưa đến 100m. Cổng Tây thành nằm trên địa phận tổ 8, phường Tân Quang, thành phố Tuyên Quang. Đoạn tường thành còn lại duy nhất nằm trên góc đường Bình Thuận và Cổng Lấp.

## Trùng tu
Từ ngày 1 tháng 3 năm 1996, Phó Chủ tịch Ủy ban nhân dân tỉnh Tuyên Quang Vũ Mạnh Thắng đã có thông báo về chủ trương đầu tư trùng tu di tích thành nhà Mạc. 11 năm sau, năm 2007, Ủy ban nhân dân tỉnh Tuyên Quang đã có tờ trình gửi thường trực Tỉnh uỷ. Tháng 12 năm 2007, Ủy ban Nhân dân tỉnh Tuyên Quang phê duyệt dự án tu bổ chống xuống cấp Thành nhà Mạc ở phường Tân Quang, thị xã Tuyên Quang, với tổng vốn đầu tư hơn 9,8 tỷ đồng. Theo đó, số vốn trên được lấy từ nguồn vốn Chương trình mục tiêu Quốc gia về văn hóa do Bộ Văn hóa, Thể thao và Du lịch cấp. Dự án do Sở Văn hóa, Thể thao và Du lịch tỉnh Tuyên Quang làm chủ đầu tư, được thực hiện trong 2 năm 2009-2010.
Quy trình tu bổ theo dự kiến là di tích sẽ có các hạng mục như tu bổ, chống xuống cấp cổng thành phía Tây, phía Nam và tường thành, xây dựng biển tên, hàng rào xác định không gian di tích bảo đảm mỹ quan, đèn chiếu sáng, kết hợp hài hòa giữa lịch sử và hiện đại. Vật liệu xây dựng phải giống như vật liệu xây dựng của di tích gốc và việc tu bổ chống xuống cấp không được biến dạng di tích gốc.
Tuy nhiên, đến năm 2010, việc tôn tạo hoàn thành đã gây ra nhiều phản ứng dữ dội từ dư luận khi các di tích bị làm biến dạng, mất đi vẻ cổ kính. Hầu như toàn bộ cây cổ thụ, các dấu tích rêu phong của hơn 400 năm lịch sử in dấu trên các bức cổ thành đã bị gọt mất do "phun hóa chất diệt trừ tận gốc cây dại"; khiến "vẻ đẹp hoang phế, gợi bao phong sương" biến mất. Thay vào đó là những kiến trúc đá ong mới tinh khôi, chít chát bằng gạch vữa trắng toát. Hình dáng của cổng thành cũng thay đổi: thấp hơn so với trước do kiến nghị là phải "dỡ gạch hai bên tường [của cổng thành] thấp xuống, mở rộng tầm nhìn cho xe cộ". Những người thi công còn tống các khối bê tông, hệ thống cọc inox và hàng rào xích sắt bao quanh cổng thành. Điều này khiến người dân cho rằng bên thi công đã biến cổng thành cổ trở thành một cái cổng của nhà trọc phú vừa mới khánh thành. Những người biết yêu di sản đều bất bình gọi đó là "cái lò gạch mới". Một số nhà báo đã gọi điều này là "Biến di tích 400 tuổi thành... 1 ngày tuổi!".

## Tranh cãi
Sau khi nhận được phản hồi, Sở Văn hóa, Thể thao và Du lịch chỉ trả lời: "Sở cũng thừa nhận nhiều cái bất cập trong quá trình triển khai dự án trùng tu tôn tạo một di tích quốc gia như vậy."
Nhà nghiên cứu văn hoá Trần Lâm Biền cũng bảo vệ ý kiến của chủ đầu tư: "...về cơ bản, việc trùng tu đã thành công vì nó đã làm đúng quy trình, giữ được tối đa những vật liệu cũ. Và nhiều khi dư luận cứ nói quá lên! Di tích là cái thành chứ không phải là cái cây. Cái cây là cái ăn bám vào thành nên bắt buộc phải bỏ đi nếu không thành sẽ đổ. Búa rìu của dư luận chúng tôi cũng làm. Quy trình làm đúng, nhưng nhiều khi báo chí và dư luận cứ nói quá lên."
Mặt khác, nhiều nhà sử học, nhà văn hóa đã đặt vấn đề về vấn đề trên. Nhà văn Phù Ninh, nguyên Chủ tịch Hội Văn học nghệ thuật, nguyên Giám đốc Sở Văn hóa Tuyên Quang không tán thành: "Trùng tu kiểu gì thì cũng phải tôn trọng nguyên trạng của di tích chứ. Như hiện nay là người ta đang làm mới di sản thành nhà Mạc". Cục trưởng Cục Di sản Văn hóa Thế Hùng cũng lấy làm ngạc nhiên khi biết tin. Tổng thư ký Hội Khoa học Lịch sử Việt Nam Dương Trung Quốc phải thốt lên: "Tôi nghe mà trong lòng thấy xót xa và chua chát lắm! Tôi cho rằng đây là một điều rất đáng tiếc. Đứng ở góc độ là một nhà nghiên cứu tôi cảm thấy chạnh lòng về điều này, thấy trách nhiệm của mình cần phải làm gì đó vì sự trường tồn của lịch sử". Tiếp đó, ông còn nói: "Sự chắp vá, đắp mới của công cuộc trùng tu đã phá vỡ những giá trị kiến trúc, nghệ thuật vốn có của thành cổ. Người ta đã cố tình làm xấu, làm biến dạng và làm mất đi cái hồn của thành nhà Mạc."
Quyết liệt nhất là Phó Giáo sư, Tiến sĩ Nguyễn Hải Kế, người nhiều năm tâm huyết với hệ thống di sản Việt Nam: "Cái lò gạch hiện nay không còn một chút dấu vết nào của di tích thành nhà Mạc nữa, thực tế là người ta đã phá hẳn thành nhà Mạc đi". Ông Kế đề nghị phải đập "cái lò gạch" đó đi, không tiếc nuối, dù việc xây nó vừa qua tốn bao nhiêu tỷ đồng đi nữa. Rất nhiều nhà nghiên cứu khác đã lên tiếng chỉ trích mạnh mẽ việc "trùng tu" nêu trên và đề nghị xem xét trách nhiệm của các cơ quan liên quan...
Nhà sử học Dương Trung Quốc cho rằng nguyên nhân nằm ở việc công khai dự án: "...nguyên nhân do chúng ta chưa có sự công khai khi tiến hành trùng tu di tích. Khoảng cách giữa người dân và những người làm trùng tu quá lớn, chưa có sự hiểu biết, cảm thông và chia sẻ lẫn nhau... Ở nhiều nước, mỗi công trình được trùng tu đều được công khai chi tiết phương án để trưng cầu dân ý; nhưng ở Việt Nam, chúng ta chưa làm được điều này. Qua sự công khai đó mới có sự chia sẻ, đóng góp ý kiến của công chúng..."